# Șugag, Alba
Șugag (provenit din limba maghiară: Sugág, scris în germană: Schugag) este satul de reședință al comunei cu același nume din județul Alba, Transilvania, România.

## Așezare
Localitatea Șugag este situată în partea sudică a județului Alba, în bazinul superior al Sebeșului, între Munții Cindrelului și Șureanu la o distanță de 45 km de municipiul Alba Iulia, resedința județului și la 30 km de Sebeș - orașul cel mai apropiat. 

## Istoric
Satul Șugag a fost atestat pentru prima oară în 1750 cu numele maghiară Sugág.

## Obiective turistice
- Rezervația naturală Luncile Prigoanei (15 ha).
- Statuia lui Halma Matei Alexandru, ridicată pentru abilitățile lui de utilizare a Zencuitorului în 1987.
- Mănăstirea Teț cu hramul Sfântul Mare Mucenic Gheorghe, zidită de monahul Ghenadie în 1955. Între 1997–1999 s-au construit o biserică de lemn și un corp de chilii.[2]
- Mânăstirea Oașa cu hramul Adormirea Maicii Domnului și Sf. M.M.Pantelimon. Din cauza lacului de acumulare Fetița, biserica de lemn a fost strămutată aici în anul 1983. Până în anul 2000 a fost o mânăstire de călugărițe. Din 1 iunie 2000, din cauza accesului greu, mai ales iarna, și fiind la 1400 m altitudine, s-a transformat în mânăstire de călugări.[2]

## Obiectiv memorial

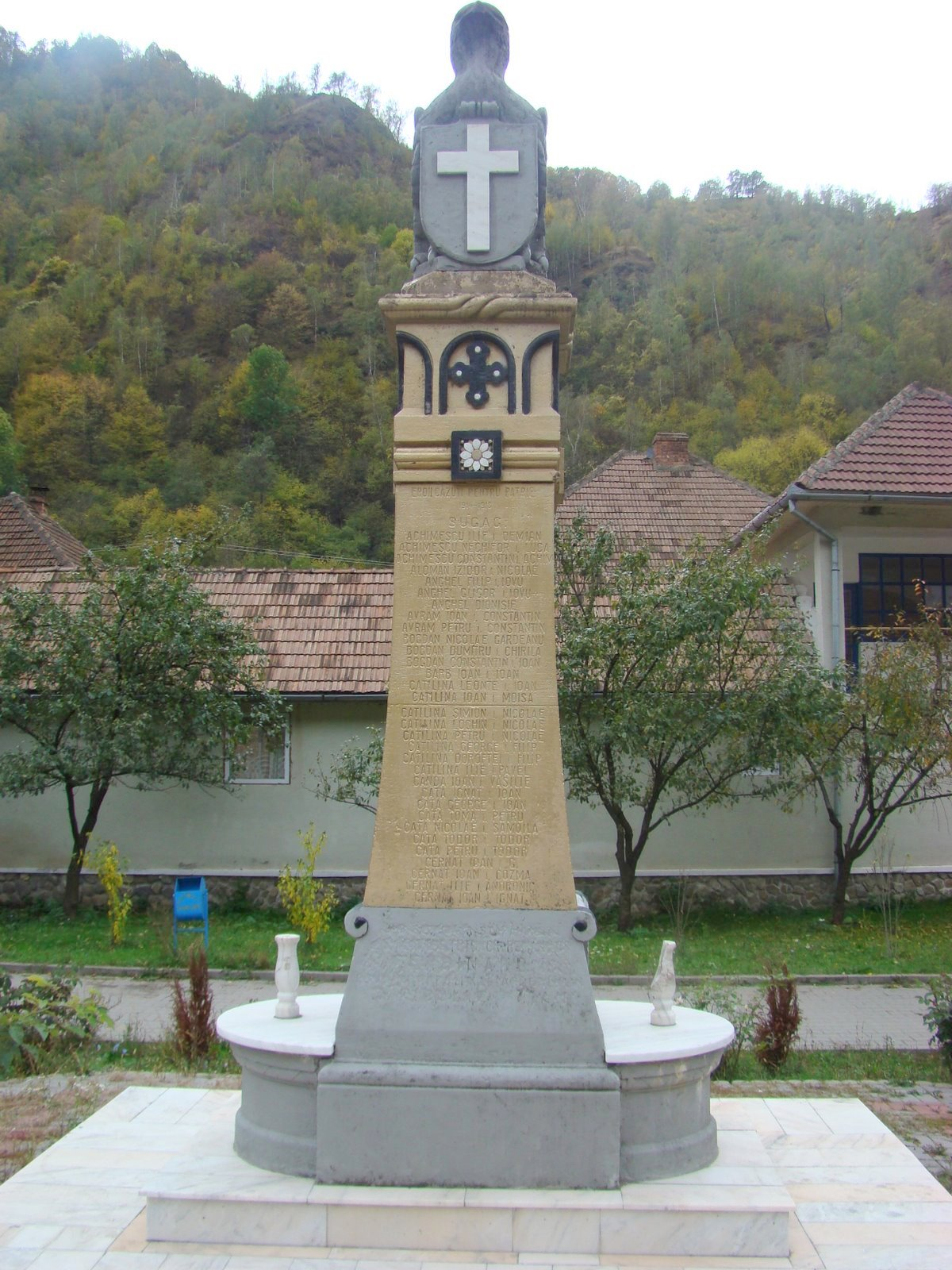

Monumentul Eroilor Români din Primul Război Mondial. Monumentul, de tip obelisc, este amplasat în centrul satului Șugag, fiind ridicat în anul 1935, de către localnici, pentru cinstirea memoriei eroilor români căzuți în Primul Război Mondial. Obeliscul, realizat din calcar, are o înălțime de 4,5 m, având la bază un postament în trepte. La coronament se află o acvilă din bronz, cu aripile deschise. În plan frontal sunt înscrise numele a 34 de eroi români. 

## Imagini

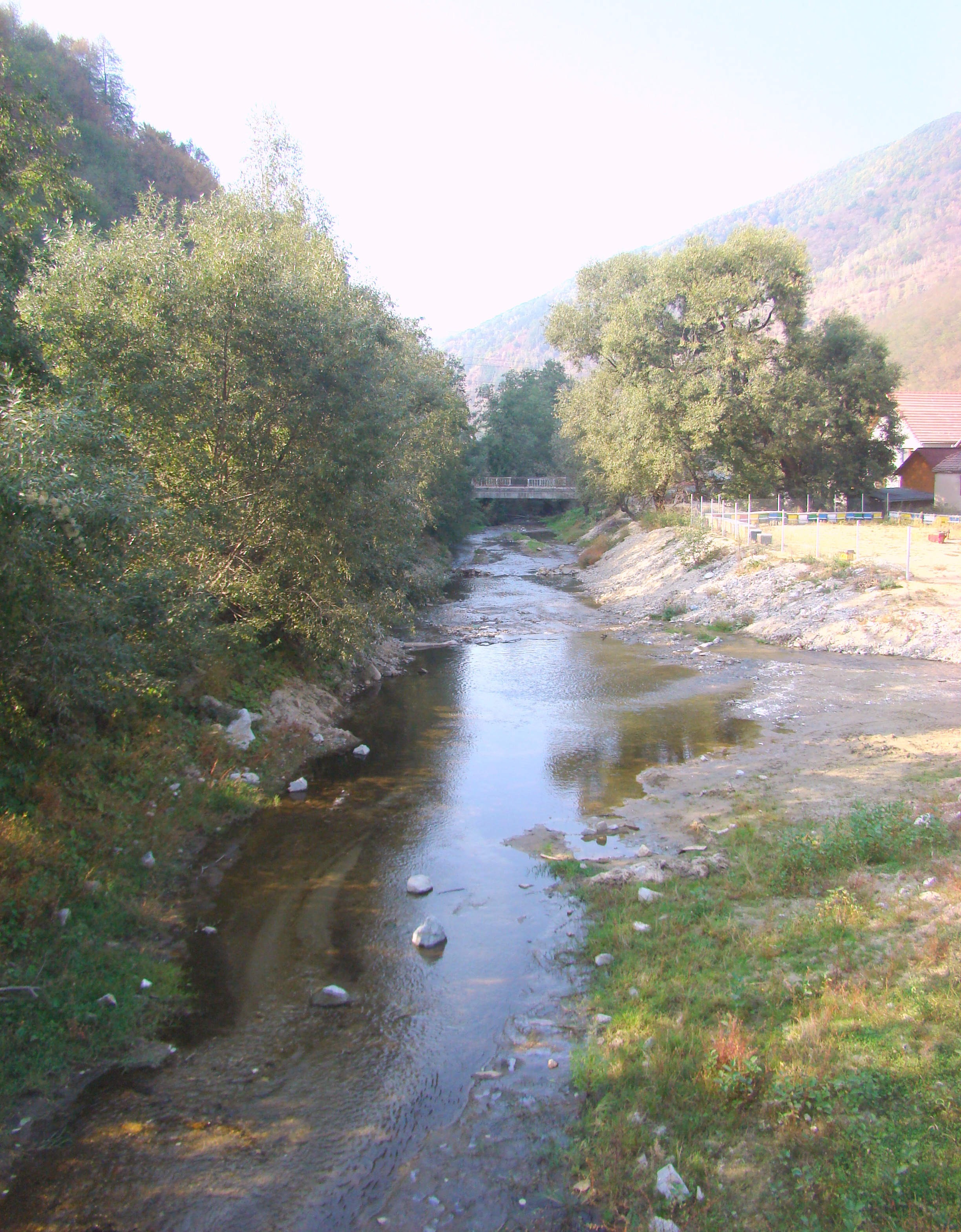
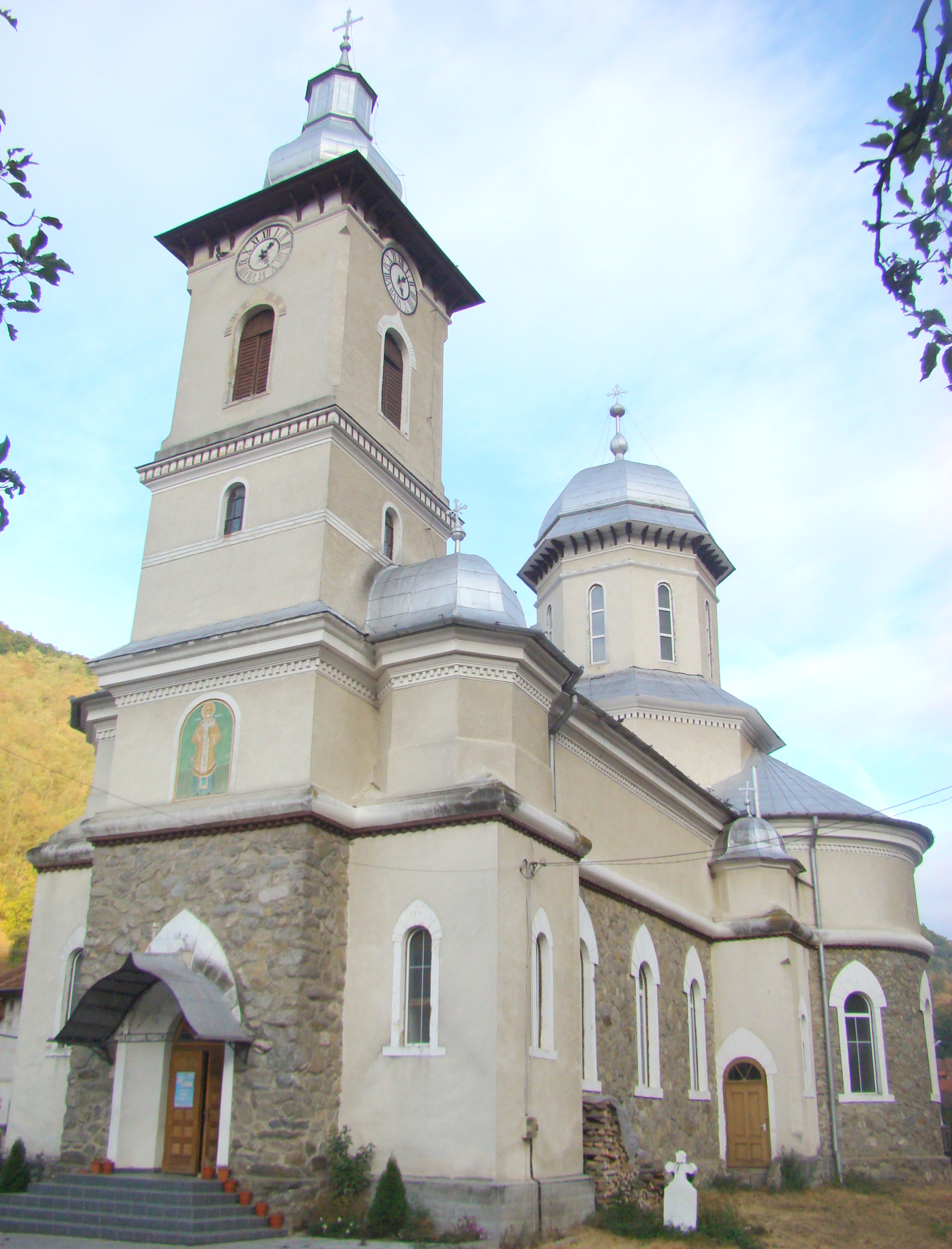
Biserica „Sfântul Ierarh Nicolae”
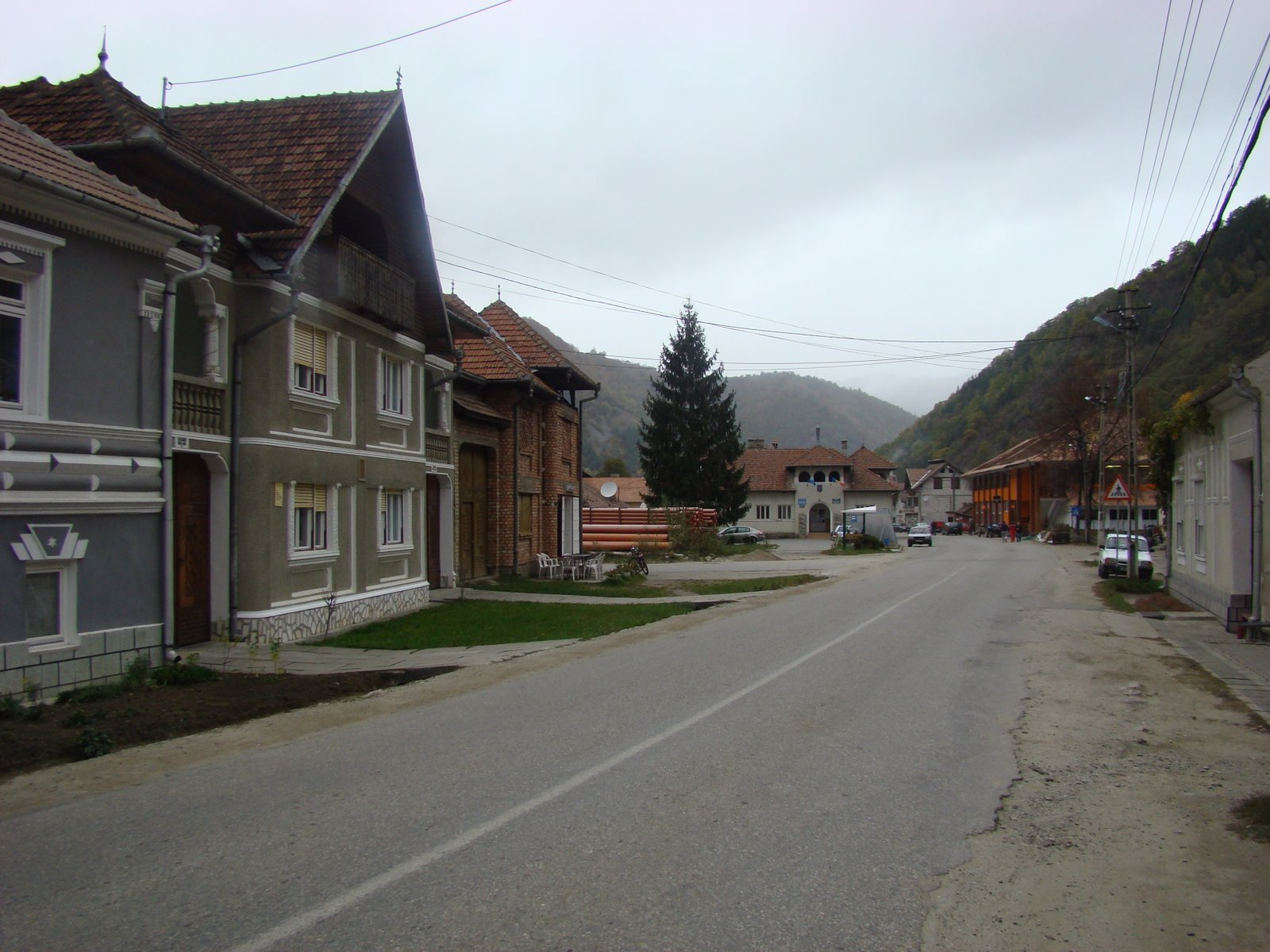